# Adenocritonia
Adenocritonia, rod glavočika iz tribusa Eupatorieae, dio potporodice Asteroideae. Postoji svega dvije vrste, jedna iz Gvatemale i druga s Jamajke

## Opis
Adenocritonia uključuje grmove s brojnim žljezdastim točkama na lišću, kratkim privjescima prašnika i 5-rebrastim cipselama s papusom od čekinja.

## Vrste
1. Adenocritonia adamsii R.M.King & H.Rob.
2. Adenocritonia steyermarkii H.Rob., Gvatemala